# Cuissai
Cuissai település Franciaországban, Orne megyében. Lakosainak száma 436 fő (2022. január 1.). Cuissai Colombiers, Lonrai, Pacé, Saint-Denis-sur-Sarthon, Saint-Nicolas-des-Bois és L'Orée-d'Écouves községekkel határos.

## Népesség
A település népességének változása:
| Lakosok száma | 429  | 423  | 438  | 418  | 412  | 410  | 419  | 427  | 436  |
|               | 2013 | 2015 | 2016 | 2017 | 2018 | 2019 | 2020 | 2021 | 2022 |